# ايسو روين
ايسو روين هي بحيرة متوسطة الحجم في منطقة تجمعات المياه الرئيسية كوكيماينجوكي في منطقة تافاستيا في فنلندا. تقع البحيرة في منطقة مدينة هامينلينا. وهي جزء من سلسلة من البحيرات التي تبدأ من البحيرات لوميني وفيسيجاكو في مجرى الصرف بين كوكيماينجوكي وكيميجوكي وتدفقات الغرب من هناك من خلال البحيرات كوّهوجارفي وكوكيا في بحيرة ايزو روين، والتي تتحول إلى بحيرة مالاسفيسي من خلال البحيرات هاهونسيلكا وللموايلانسيلكا.

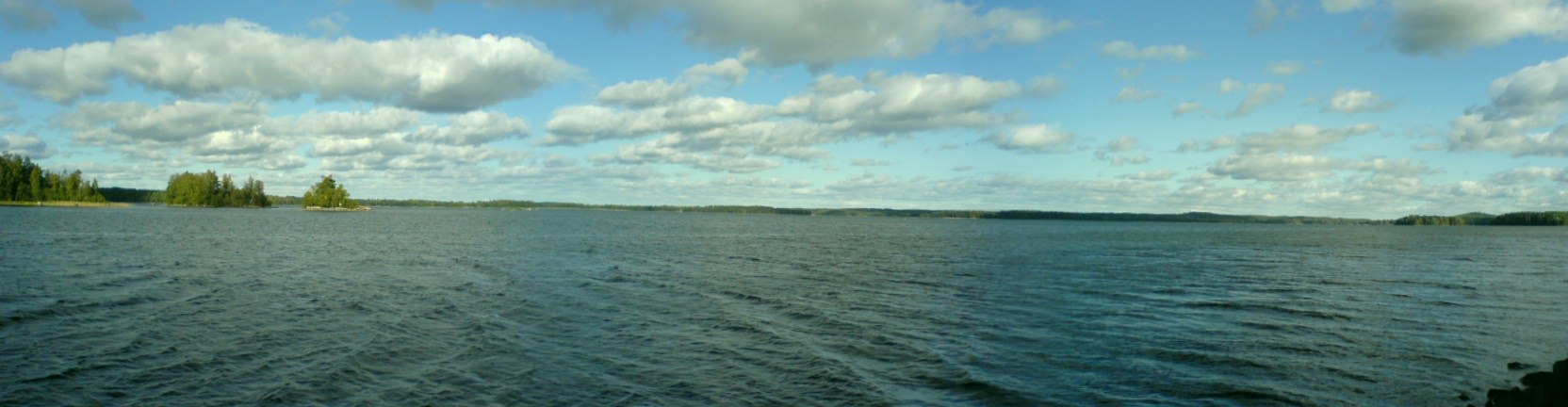
بحيرة ايسو روين